# (1242) Zambesia
(1242) Zambesia es un asteroide perteneciente al cinturón de asteroides descubierto el 28 de abril de 1932 por Cyril V. Jackson desde el observatorio Union de Johannesburgo, República Sudaficana.

## Designación y nombre
Zambesia recibió al principio la designación de 1932 HL.
Posteriormente se nombró por los antiguos territorios británicos del Río Zambeze.

## Características orbitales
Zambesia está situado a una distancia media de 2,737 ua del Sol, pudiendo alejarse hasta 3,256 ua y acercarse hasta 2,217 ua. Tiene una inclinación orbital de 10,17° y una excentricidad de 0,19. Emplea 1653 días en completar una órbita alrededor del Sol.